# Sarah Wayne Callies
Sarah Wayne Callies, ameriška televizijska in filmska igralka, * 1. junij 1977, La Grange, Illinois, Združene države Amerike.
Odrasla je v Honoluluju na Havajih, kamor sta se starša, oba univerzitetna profesorja, preselila ko je bila stara eno leto. Po študiju na Kolidžu Darthmouth, kjer je študirala feministiko in domorodno teologijo, se je vpisala na Nacionalni gledališki konzervatorij v Denverju, kjer je diplomirala leta 2002. 
Po končanem študiju se je preselila v New York in dobila prvo igralsko vlogo v dramski seriji Queens Supreme na mreži CBS. Nastopala je tudi v televizijskih serijah, kot so Zakon in red, Zakon in red - Enota za posebne primere, Dragnet, Številke,... Njena prva opaznejša vloga je bila upodobitev Jane v seriji Tarzan (2003). Do zdaj njeni najbolj znani vlogi sta zaporniška zdravnica Dr. Sara Tancredi v seriji Beg iz zapora in Lori Grimes v seriji Živi mrtveci.
Leta 2006 je posnela še dva filma in sicer Celestinska prerokba po predlogi istoimenskega romana (James Redfield) in srhljivko Whisper z Joshem Hollowayem (Skrivnostni otok).